# Sagrario Ruiz de Apodaca
María Sagrario Ruiz de Apodaca Espinosa (Vitoria, Álava; 17 de octubre de 1965) es una periodista española.

## Biografía
Es licenciada en Ciencias de la Información rama de Periodismo, por la Facultad de Comunicación de la Universidad de Navarra.
Su primer contacto con el periodismo fue durante la carrera. Se encargó de editar y redactar una revista para exalumnos de la Facultad de Farmacia entre 1987 y 1988. Además, durante el verano de 1987 hizo prácticas en la redacción de información local de El Correo Español-El Pueblo Vasco, en Bilbao.
Su primera relación con RTVE fue en el verano de 1988, cuando le fue concedida una beca para hacer prácticas en los Servicios Informativos de TVE en Torrespaña. Desarrolló su labor en la recién creada redacción de Teletexto y trabajó, además, para el programa Aventura 92, con Miguel de la Quadra-Salcedo.
Regresó a RTVE como contratada en 1989. Se reincorporó a Teletexto como redactora, primero, y posteriormente como coordinadora de la información de actualidad. En 1993 pasó a la redacción de los Telediarios en el Área de Sociedad donde ha realizado informaciones y reportajes de los más variados temas, desde la cobertura de las bodas de la Familia real española hasta desastres como las inundaciones de Mozambique en el año 2000, el atentado de Omagh en Irlanda del Norte o la última visita del Papa Juan Pablo II a España en 2003.
Entre el 1 de septiembre de 2003 y el 31 de julio de 2004, fue corresponsal titular de TVE en Washington D. C. Más tarde, entre el 1 de septiembre de 2004 y el 31 de julio de 2009, fue corresponsal de Casa Real para los Servicios Informativos de TVE. Apodaca es amiga cercana de los reyes de España y asistió a su boda en mayo de 2004.
Entre el 1 de septiembre de 2009 y el 30 de junio de 2014, fue corresponsal de RNE en Washington D. C. Entre septiembre de 2012 y diciembre de 2013 fue asesora de comunicación en el World Central Kitchen (WCK) del chef y filántropo José Andrés; entre agosto de 2013 y junio de 2014, fue profesora de español en el Janney Elementary School y en enero de 2014 sustituyó al corresponsal principal de la Wradio de Colombia, estos tres trabajos los compaginó con su labor en la corresponsalía de RNE en Washington.
Desde el 1 de julio de 2014 al 31 de julio de 2020 fue corresponsal de RNE en Roma.
Desde el 1 de septiembre de 2020 es editora adjunta de La tarde en 24h del Canal 24 horas de TVE.

## Vida privada
Es nieta de Bruno Ruiz de Apodaca Juarrero, militante carlista que durante la Guerra Civil de España dirigió numerosas ejecuciones extrajudiciales en la provincia de Álava.
Trabajando en el ente público conoce a su futuro marido, el periodista Lorenzo Milá, con el que comienza una relación en 1994 y se casa en 1998, con Milá tiene tres hijos: Bruno (2001), Nicolás (2002) y Alejandro (2006).